# Андреев, Борис Андреевич (звукооператор)
Бори́с Андре́евич Андре́ев (14 марта 1945, Ленинград — 29 августа 2008) — советский и российский звукооператор. Заслуженный деятель искусств России (1992).

## Биография
Борис Андреевич Андреев родился 14 марта 1945 года в городе Ленинграде.
Свою работу на киностудии «Ленфильм» начал в 1963 году.
За время работы на киностудии (в 1972 году), окончил факультет этики и эстетики Ленинградского университета марксизма-ленинизма. Начиная 1986 года, стал преподавать на кафедре звукотехники и кафедре киноискусства Ленинградского института киноинженеров (в настоящее время — Санкт-Петербургский государственный институт кино и телевидения (СПбГУКиТ).
С 1996 года — режиссёр дубляжа на киностудии «Петрополь» (которая была образована на базе Творческо-производственного объединения телевизионных фильмов киностудии «Ленфильм»).
Член Союза кинематографистов Российской Федерации.
В 1992 году Борису Андреевичу Андрееву было присвоено почётное звание Заслуженный деятель искусств Российской Федерации.
Ушёл из жизни 29 августа 2008 года.

## Фильмография
- 1971 — Киноальманах «Шутите?». Новелла 2. Вандербуль бежит за горизонт (ТВ) (короткометражный) (режиссёры-постановщики: Николай Кошелев, Валентин Морозов)
- 1973 — Докер (режиссёр-постановщик: Юрий Рогов)
- 1974 — Не болит голова у дятла (режиссёр-постановщик: Динара Асанова)
- 1976 — Всегда со мною… (режиссёр-постановщик: Соломон Шустер)
- 1977 — Объяснение в любви (режиссёр-постановщик: Илья Авербах)
- 1978 — Па-де-де (короткометражный; режиссёр-постановщик: Дмитрий Светозаров)
- 1978 — Ярославна, королева Франции (совместно с Асей Зверевой; режиссёр-постановщик: Игорь Масленников)
- 1979 — Фантазии Фарятьева (ТВ; режиссёр-постановщик: Илья Авербах)
- 1979 — Шерлок Холмс и доктор Ватсон. Знакомство (ТВ; совместно с Асей Зверевой; режиссёр-постановщик: Игорь Масленников)
- 1979 — Шерлок Холмс и доктор Ватсон. Кровавая надпись (ТВ; совместно с Асей Зверевой; режиссёр-постановщик: Игорь Масленников)
- 1980  — Куст сирени (короткометражный; режиссёр-постановщик: Евгений Ставров)
- 1980 — Очки от солнца (короткометражный; режиссёр-постановщик: Дмитрий Светозаров)
- 1980 — Приключения Шерлока Холмса и доктора Ватсона. Король шантажа (ТВ; совместно с Асей Зверевой; режиссёр-постановщик: Игорь Масленников)
- 1980 — Приключения Шерлока Холмса и доктора Ватсона. Смертельная схватка (ТВ; совместно с Асей Зверевой; режиссёр-постановщик: Игорь Масленников)
- 1980 — Приключения Шерлока Холмса и доктора Ватсона. Охота на тигра (ТВ; совместно с Асей Зверевой; режиссёр-постановщик: Игорь Масленников)
- 1980 — Сергей Иванович уходит на пенсию (режиссёр-постановщик: Соломон Шустер)
- 1981 — Гиблое дело (короткометражный; режиссёр-постановщик: Александр Пашовкин)
- 1982 — Голос (режиссёр-постановщик: Илья Авербах)
- 1983 — Небывальщина (совместно с Элеонорой Казанской; режиссёр-постановщик: Сергей Овчаров)
- 1984 — Огни (режиссёр-постановщик: Соломон Шустер)
- 1985 — Нам не дано предугадать… (короткометражный; режиссёр-постановщик: Ольга Наруцкая)
- 1986 — Красная стрела (режиссёр-постановщик: Искандер Хамраев)
- 1987 — Виктория (ТВ; режиссёр-постановщик: Дмитрий Долинин) Киновариант под названием «Бумажный патефон» вышел в 1988 году.
- 1989 — Убегающий август (режиссёр-постановщик: Дмитрий Долинин)
- 1990 — Мы странно встретились (режиссёр-постановщик: Дмитрий Долинин)
- 1991 — Еврейское счастье (короткометражный; режиссёр-постановщик: Виталий Манский)
- 1992 — Зал ожидания (Россия/Франция; режиссёр-постановщик: Роза Орынбасарова)
- 1993 — Владимир Святой (режиссёр-постановщик: Юрий Томошевский)
- 1993 — Кинфия (короткометражный4 режиссёр-постановщик: Юрий Томошевский)
- 1993 — Сенсация (режиссёр-постановщик: Борис Горлов)
- 1994 — Колечко золотое, букет из алых роз (режиссёр-постановщик: Дмитрий Долинин)
- 1996 — Слуга покорный, безымянный (документальный; режиссёр-постановщик: Нийоле Адоменайте)
- 2000 — Воспоминания о Шерлоке Холмсе (ТВ; совместно с Асей Зверевой, В. Карасевым, М. Буяновым; режиссёр-постановщик: Игорь Масленников)
- 2000 — Собственная тень (режиссёр-постановщик: Ольга Наруцкая)

## Звукооператор дубляжа
Фильмы указаны по годам, когда они были дублированы на русский язык.
- 1972 — Маленький реквием для губной гармошки (режиссёр-постановщик: Вельё Кяспер; «Таллинфильм»)
- 1975 — Короткий отпуск (режиссёр-постановщик: Витторио Де Сика; Италия/Испания)
- 1975 — Тревоги осеннего дня (режиссёр-постановщик: Альгимантас Кундялис; Литовская киностудия)
- 1977 — Незабываемый день (режиссёр-постановщик: Пётр Донев; НРБ)
- 1982 — Бранденбургские изыскания (режиссёр-постановщик: Оланд Греф; ГДР)
- 1989 — Камураска (режиссёр-постановщик: Клод Жютра; Канада/Франция)

## Признание и награды
- Заслуженный деятель искусств Российской Федерации (25 июня 1992) - за заслуги в области киноискусства

Работал звукооператором на фильмах, получивших признание в СССР, России и за рубежом:
- 1983 — Небывальщина — Главный приз за лучший полнометражный фильм картине на кинофестивале «Дебют» в Свердловске (1985); Приз на IX МКФ в Эшпинью, Португалия (1985).
- 2000 — Собственная тень — Приз фильму на VII фестивале «Окно в Европу» в Выборге (2000).